# La Cité du gouffre
La Cité du gouffre (titre original : Chasm City) est un roman de science-fiction écrit par Alastair Reynolds en 2001. C’est le second roman du cycle des Inhibiteurs.

## Résumé
La plus grande partie du roman est racontée à la première personne par un personnage qui se fait appeler Tanner Mirabel. Originaire de Sky's Edge, dans le système de 61 Cygni A, Tanner est un mercenaire qui a loué ses services comme garde du corps au marchand d'armes Cahuella. Il débarque dans la ville de Chasm City, sur la planète Yellowstone, à la poursuite d’Argent Reivich, responsable de la mort de l’épouse de son client, avec l'intention de l'exécuter.
À son arrivée sur Yellowstone, la planète technologiquement la plus avancée de l’histoire de l’humanité, il a la surprise de découvrir que le système a été frappé par un virus, la pourriture fondante, qui s'attaque à toutes les machines dotées d’un certain niveau de complexité. Chasm City, autrefois forêt de gratte-ciel gigantesques capables de modifier leur forme, s’est transformée en un cauchemar de ruines difformes, habitée par les foules misérables de la ville d'en bas (Mulch, la « Mouise ») et les aristocrates décadents du “Dais” qui survivent grâce à des injections d'une drogue qui semble en passe de se raréfier. De même l'anneau de lumière (Glitter Band), jadis diaporama éclatant de dix mille habitats orbitaux, est devenue la Ceinture de rouille où survivent quelques centaines de personnes aidées de machines primitives.
Tanner Mirabel part en quête de sa proie dans cet univers de désordre et de désolation, pour découvrir que les motivations de Reivich sont plus complexes qu’il ne l’avait pensé. Il est également de plus en plus affecté par les effets d’un virus indoctritionel qui lui fait revivre en flash-back des moments de la vie de Sky Haussmann, le fondateur admiré et détesté de son monde d’origine.
En explorant Chasm City, il commence à comprendre quelle est l’origine de la pourriture fondante.

## Histoire du roman
Alastair Reynold  rédige une première version du roman, assez brève, intitulée Shadow Play, avant de signer le contrat de son roman, Revelation Space. Les épisodes Sky Haussman sont absents de cette première version qui raconte les aventures de Tanner Mirabel à la recherche du tueur dans la Cité du gouffre, et la façon dont il découvre petit à petit la vérité sur son employeur, Cahuella. Lorsqu’il signe le contrat de son premier livre, l’éditeur lui demande s’il envisage une suite. Reynolds reprend alors Shadow Play et décide d’y intégrer une troisième intrigue, celle de Sky Haussman, ce qui l’oblige à démonter puis remonter le roman chapitre par chapitre pour intégrer cette dernière.

## Les intrigues superposées

### Les trois récits
La traque menée par Tanner pour retrouver Reivich de Sky's Edge à Chasm City dans le système d’Epsilon Eridani, les différents incidents qui l’émaillent, les rencontres avec des ennemis ou des personnages amicaux forment la narration principale supposée se dérouler dans le présent. Les événements sont racontés par un narrateur à la première personne.
Deux autres fils narratifs viennent s’y joindre : le premier retourne dans un passé très lointain et raconte l’histoire du voyage des premiers colons venus de la Terre pour s’installer sur Sky's Edge; Ce second récit s’insère dans la narration principale à travers les cauchemars qui affectent le narrateur depuis qu'il a été atteint par un virus indoctritionel. Ces retours dans le passé involontaires surviennent selon un rythme de plus en plus erratique, tout en suivant une rigoureuse chronologie qui permet au narrateur de revivre l’enfance et l’irrésistible ascension du héros fondateur, Sky Haussman, racontées à la troisième personne. 
Le second fil narratif est constitué des souvenirs que le narrateur reconstitue peu à peu après une période d’amnésie partielle. Il revient sur le passé de Tanner Mirabel, employé comme garde du corps par Cahuella et son épouse Gitta, dont il est amoureux, et raconte les raisons qui poussent le narrateur à poursuivre Reivich, responsable indirect de la mort de Gitta. 
Ces trois intrigues vont s’imbriquer de plus en plus étroitement pour ne plus faire qu’une au dénouement.

### La question de la rédemption
Reynolds a déclaré qu’un des thèmes centraux du roman était celui du péché et de la rédemption (voir L'Arche de la redemption) : « Si je devais épingler le thème central, ce serait la question de savoir quels péchés peuvent se racheter a posteriori et lesquels sont irréparables ». 
Le thème est largement annoncé dans les premiers chapitres du roman à travers le motif du culte rendu à la figure de Sky Haussman. Bien que celui-ci ait commis des atrocités, il fait l'objet d'un culte composite, fortement imprégné de christianisme. Le narrateur passe devant son effigie crucifiée lorsqu'il s'élève dans l'ascenseur spatial.

### Chronologie dans lecycle des Inhibiteurs
L'action principale du roman sur Yellowstone se déroule peu après 2517 et 7 ans après l'apparition de la peste qui a ravagé la planète. Ana Khouri nouvellement arrivée de Sky's Edge, croise Tanner dans l'épilogue. L'action est antérieure à celle de L'Espace de la révélation, d'une quarantaine d'années.

## Les personnages

### Tanner Mirabel
Dans un monde divisé en deux classes, celle des aristocrates et celle de la plèbe, Tanner fait un peu figure d'exception. Il ne peut prétendre au statut d’aristocrate puisque sa famille ne faisait pas partie des premières familles de colons arrivées avec Sky Haussman sur Sky's Edge, mais il parle plusieurs langues et peut facilement se faire passer pour un autre. Ancien militaire, il connaît le maniement des armes et possède une solide culture scientifique qui lui permet d'anticiper le danger de certaines situations, par exemple les conséquences de la destruction de l'ascenseur spatial sur lequel il est embarqué. Il est capable de s'intégrer à tous les milieux, et semble avoir du succès auprès des femmes. 
Selon l’auteur, Tanner est une figure composite qui s’inspire d’une douzaine de héros de romans policiers. Il cite notamment Dave Robicheaux (créé par James Lee Burke) auquel Tanner emprunte son excellente vision et sa voix intérieure et Matt Scudder (créé par Lawrence Block). Tanner est un ancien soldat, comme ces personnages de vétérans du Viêt Nam (Rambo par exemple) qui sont fréquents dans la littérature et le cinéma. Comme le héros de Blade Runner, il tient un discours à la première personne qui évoque le roman noir californien du XXe siècle par exemple l'enquêteur de Raymond Chandler, Philip Marlowe.
Mais sous le masque du dur-à-cuire cynique se cachent d'autres personnalités plus complexes qui vont petit à petit se révéler au héros en même temps qu'au lecteur, selon un procédé que les critiques rapprochent du roman de Iain M. Banks, Use of Weapons (1990).

### Sky Haussman
Sky (Schuyler) Haussman grandit à bord du Santiago, un des vaisseaux de la flotte terrienne en route pour un voyage de plus de cent cinquante ans vers “La Fin du voyage”, planète lointaine que les humains souhaitent coloniser et qui deviendra Sky's Edge. 
Il a trois ans lorsqu’une explosion se produit, tuant sa mère et plongeant le vaisseau dans une obscurité claustrophobique. Sky, enfermé dans sa nursery où il est surveillé par un gardien virtuel baptisé “Clown” se retrouve seul dans le noir pendant de longues heures. Cet épisode traumatisant, la mort brutale de son père, la découverte qu'il n'est pas celui qu'il croyait, font basculer Sky dans une forme de psychose qui le pousse à commettre toutes sortes d’atrocités à l’instigation, croit-il, de Clown, l’ancien mentor virtuel qui revient le hanter.
Sky Haussman est présenté au début du roman comme l’anti-héros par excellence, mais c'est lui qui oriente le récit dans le sens d'une quête vers la rédemption. Reynolds le décrit comme « a nasty little shit » (« une sale petite ordure »).

### Cahuella
Cahuella, l’employeur de Tanner, est un personnage amoral et brutal, mais néanmoins charismatique. Marchand d'armes, chasseur, il est fasciné par les hamadryades, des êtres qui ressemblent à d’énormes serpents (et aux vers des sables de Dune) et qui vivent une partie de leur existence en symbiose avec des arbres géants. Il est très attaché à son épouse, Gitta.
Le nom Cahuella (comme celui de Caleuche, le vaisseau extra-terrestre qui suit la flotte en route vers 61 Cygni A) est emprunté au folklore Chilien. C’était le nom d'un dauphin mythique qui accompagnait le navire fantôme El Calueche, protégeant la nature et les hommes vertueux autour de l’île de Chiloé.

### Les personnages secondaires
Sky's Edge
- Dieterling, un employé de Cahuella, spécialiste des serpents.

- Gitta, l'épouse de Cahuella.

- Argent Reivich : le seul survivant d'une famille de Nueva Santiago, anéantie par des terroristes à l'aide d'armes volées, dont Cahuella avait été le fournisseur original. Il a juré de se venger et de tuer Cahuella qu'il tient pour responsable de la mort de sa famille.

- Vasquez Main Rouge, personnage trouble de mouchard, il habite à Valparaiso, point de départ de l'ascenseur spatial et haut lieu du culte rendu à Sky Haussman. Il renseigne Tanner sur les déplacements de Reivich, l’homme qu’il recherche. Infecté par le virus d'endoctrinement, il porte les stigmates de Sky Haussman (une main qui saigne).

L'Hospice d'Mnemos (tenu par l'ordre des Mendiants de Glace)
- Amelie : une volontaire de l’ordre des mendiants qui se chargent de soigner les voyageurs. Elle s'occupe de Tanner, blessé et amnésique après l’explosion de l'ascenseur spatial et sa période d'hibernation forcée dans le vaisseau des ultras, l' Orvieto, qui l'a transporté dans le système d'Epsilon Eridani.

- Axel : un autre volontaire qui harcèle Amelia. Il donne lieu à une intrigue subsidiaire.

Yellowstone
- Quirrenbach : un agent de Reivich dont Tanner fait la connaissance dans la navette qui le transporte vers Chasm City. Il surveille Tanner à son insu, mais change de camp sans vraiment de raison apparente dans la dernière partie du roman.

- Vadim : dealer de drogue, faire-valoir de Quirrenbach qui se sert de lui pour se rapprocher de Tanner. Il fournit malgré lui à Tanner la drogue (Dream Fuel) qui lui servira à se rapprocher des aristocrates de la canopée sur Yellowstone.

- Dominika : une des habitantes de la cité d’en-bas. Obèse et compétente, elle opère les nouveaux-venus, leur enlevant les implants qui les exposent au virus de la Pourriture Fondante.

- Waverley, Sybilline : deux aristocrates immortels du Dais qui organisent des chasses à l’homme pour se distraire et se servent de Tanner comme victime.

- Voronoff : un aristocrate immortel qui trompe son ennui en risquant sa vie dans des exercices de plus en plus dangereux. Il accepte de prendre l’apparence de Reivich au risque de se faire abattre par Tanner.

- Taryn ou Zebra: est une militante du mouvement des saboteurs du Jeu.

La flotte - Le Santiago
- Titus Haussman, le père de Schuyler Haussman, assassiné par un chimérique.

- Gomez, un des amis d'enfance de Sky. Les passagers du Santiago sont originaires d'Amérique latine, d'où leurs patronymes espagnols.

- Norquinco, un autre ami de Sky. Sa famille est originaire de Chiloe, et c'est lui qui raconte la légende du Caleuche à Sky.

## Le roman

### Le thriller
Le critique Nick Gevers décrit La Cité du gouffre en ces termes : « un thriller qui à travers une périlleuse mission de représailles interstellaire dépeint en fait la quête du héros sondant les strates les plus profondes et problématiques de son être dans une sorte d’archéologie de son âme ». Certains aspects du roman lui ont valu la qualification de « Thriller aux accents cyberpunk » (« cyberpunk-inflected thriller »). Reynolds utilise ici des thèmes traditionnels de la science-fiction en les insérant dans le cadre dramatique du roman d’espionnage ou du roman noir, comme l’avait fait Philip K. Dick dans Les androïdes rêvent-ils de moutons électriques ?. 

### La dystopie

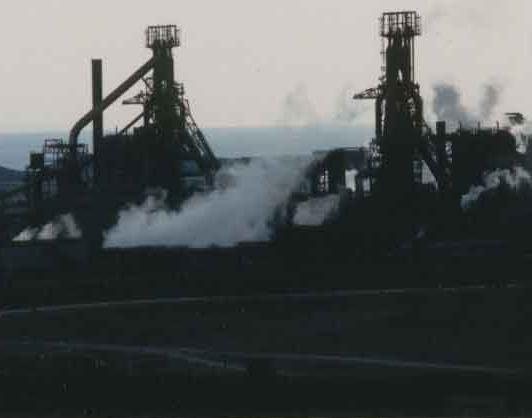
Port Talbot, au Pays de Galles

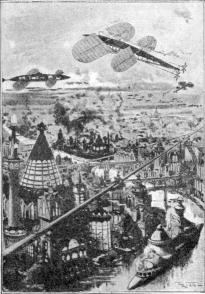
La ville futuriste dans le roman d'anticipation du XIXe siècle

Le roman s’inscrit également dans la tradition des dystopies post-industrielles. Dans La Cité du gouffre, comme dans Metropolis de Fritz Lang, ou Time Machine, le film inspiré du roman de Wells qui a marqué l’auteur lorsqu’il était enfant, la ville est divisée en un monde d’en-haut, le “Dais”, où vivent des aristocrates décadents, et un monde d’en-bas, la “Mouise”, où survit tant bien que mal une humanité misérable ou corrompue. Ce type d'urbanisation verticale et de stratification sociale est devenu un cliché de la science-fiction, que l'on retrouve dans la ville de Coruscant (Star Wars), le New-York futuriste du Cinquième Élément de Luc Besson, ou la Cité-puits de l'Univers de l'Incal, de Jodorowsky ou dans les romans de William Gibson, par exemple la Conurb de Neuromancer que cite un des critiques du roman de Reynolds.
Les critiques ont noté le parti pris “gothique” dans la peinture du décor,, parti pris que l'on trouve souvent dans la peinture des dystopies, avec par exemple Gotham City, ou le Los Angeles de Blade Runner à laquelle ressemble Chasm City avec ses jets de fumées qui sortent sporadiquement des bouches d'évacuation, la pluie permanente, ses foules misérables. Cette vision de la ville du futur, avec ses zeppelins croisant dans le ciel, est l’héritage des gravures des premiers romans de science-fiction du XIXe siècle, avec leur esthétique industrielle inspirée de bâtiments comme la Tour Eiffel.
Sur le plan architectural la ville offre ce mélange de matériaux métalliques et de formes étrangement végétales ou organiques typiques de l’architecture industrielle victorienne néogothique ou plus tard des premiers gratte-ciel (dont le Chrysler Building est resté emblématique) dans une atmosphère de pollution crépusculaire qui évoque à la fois les grands centres de la révolution industrielle et les pires projections des écologistes. On retrouve cette atmosphère plus récemment dans les romans de China Miéville, par exemple la New Crobuzon de Perdido Street Station. 
La topologie des lieux défie la logique perceptive. Un des quartiers de la ville se nomme d’ailleurs Escher en hommage aux architectures impossibles de l’artiste néerlandais. 
Reynold reconnaît que La Cité du gouffre est une synthèse de toutes ces inquiétantes dystopies urbaines du cinéma et de la bande dessinée (il cite également la Mega City de Judge Dredd), mais qu’il s’est aussi inspiré de l’architecture industrielle de Port Talbot, au pays de Galles.

### Le space-opera
L’histoire de Sky Haussman s’inscrit dans la tradition du space opera. Les rêves et plus tard les crises de dépersonnalisation dans lesquels Tanner Mirabel s’identifie à l’ancêtre fondateur Sky Haussman évoquent le thème de la flotte lancée à travers l’espace. Avec ses humains endormis ou cryogénisés dans leur capsule, cette longue odyssée est également un classique du genre. La rencontre avec une intelligence exogène singulière dans l’espace également (voir Dans l'océan de la nuit), mais Reynolds inverse la situation classique dans laquelle « L’équipage héroïque du vaisseau spatial découvre un phénomène étrange et doit faire face à diverses épreuves avant de pouvoir s’échapper ». Ce n'est pas la créature monstrueuse qui menace les humains comme dans Alien, mais c’est l’astronaute humain, personnage psychotique, qui s’avère être en fait la menace pour l’extra-terrestre et pour les siens. Les longues descriptions de la flotte lancée à travers l'espace évoquent à la fois les images de 2001, l’odyssée de l’espace, et les illustrations de Chris Foss pour les couvertures de romans de science-fiction que Reynolds lisait étant adolescent.

### Le roman d’anticipation
Avec son doctorat en astronomie et son expérience d’astrophysicien auprès de l’Agence spatiale européenne, Reynolds fait partie d'une nouvelle génération d'auteurs de hard science-fiction comme Charles Stross, Ken MacLeod et Liz Williams, et si les éléments comme l’ascenseur spatial, le recours à la convergence NBIC (nanotechnologie, biotechnologie, thérapie génique, neurosciences), sont déjà bien documentés dans la littérature, la bande dessinée ou les jeux vidéo de science-fiction (dès 1979, Arthur C. Clarke décrivait un ascenseur spatial dans Les Fontaines du paradis), tous les critiques saluent la façon dont Reynolds respecte la vraisemblance et les limites de la science. Les vaisseaux, par exemple, ne dépassent pas la vitesse de la lumière. On peut donc parler ici d’anticipation à la Jules Verne. Reynolds affirme qu’il trouve la plupart de ses idées dans les magazines de vulgarisation scientifique accessibles à tous, et que sa réputation d'auteur scientifique est un compliment à double tranchant qui l’oblige à être très rigoureux puisqu’il se sait plus surveillé par des lecteurs prêts à relever la moindre erreur scientifique et à lui en faire grief.

## Récompense
La Cité du gouffre a reçu le prix British Science Fiction du meilleur roman 2001 (prix décerné par l'association britannique des auteurs de science-fiction).

## Réception
Les critiques ont noté des faiblesses dans la construction du roman, une rupture de rythme entre la destruction de l'ascenseur spatial et les épisodes suivants,, ou des pistes dramatiques ouvertes puis abandonnées sans raison,. Ils mentionnent aussi une impression de déjà-vu à cause des ressemblances avec la série Le Prisonnier (l’épisode The Schizoid Man) ou avec La Culture dans l'œuvre de Iain M. Banks. Ils remarquent également les digressions (les longues descriptions de la ville par exemple) qui, bien que non dénuées d’intérêt, paraissent plaquées sur l'intrigue dont elles ralentissent la cadence. Un reproche qui revient souvent est la faiblesse des portraits psychologiques, plus particulièrement des personnages secondaires, en « deux dimensions » qui apparaissent, disparaissent et réapparaissent sans raison, ou jouent un rôle parfois incohérent,,.